# 4-フェニル-4-(1-ピペリジニル)シクロヘキサノール
4-フェニル-4-(1-ピペリジニル)シクロヘキサノール(4-Phenyl-4-(1-piperidinyl)-cyclohexanol、PPC)は、有機化合物の一つで、フェンサイクリジンの代謝生成物である。フェンサイクリジン服用者の毛髪から検出することができる。実験用マウスの自発運動の増加を引き起こすことが分かっている。